# Собор Святого Эгидия (Грац)
Собор Святого Эгидия (Грацский собор, нем. Der Grazer Dom) — католическая церковь, находящаяся в городе Грац, Австрия. Церковь святого Эгидия является кафедральным собором епархии Грац-Зеккау. Собор святого Эгидия — один из значительных исторических и архитектурных памятников города Граца и федеральной земли Штирия. Церковь освящена в честь святого Эгидия.

## История
Церковь Святого Эгидия была построена в XV веке в готическом стиле. В 1438 году император Фридрих III начал строительство замка Граца. В это же время началось строительство новой церкви. Церковь строилась по плану архитектора Ганса Низенбергера. В храме находятся выгравированные надписи, свидетельствующие об этапах строительства. В бывшей ризнице выгравировано число с аббревиатурой «AEIOU 1438», в полукупольном своде — «AEIOU 1450», в западном портале — «AEIOU 1456», в витражах подвального помещения — «AEIOU 1464». 1 мая 1441 года император Фридрих III посетил город Грац, чтобы участвовать в освящении храма святого Эгидия.
До 1573 года церковь Святого Эгидия была городской приходской церковью. В 1577 году приход был поручен попечению иезуитов. В 1615 году была построена новая ризница. В 1617—1667 гг. к храму были пристроены четыре часовни. В 1678 году под церковью была построена крипта, центральный вход в которую был замурован в 1786 году. В 1853—1854 году была разрушена галерея, соединяющая церковь с замком Граца.
В 1786 году, после учреждения епархии Грац-Зеккау, церковь Святого Эгидия стала кафедральным собором этой католической епархии.
В 1962—1963 гг. происходил ремонт внутреннего пространства храма по планам архитектора Карла Раймунда Лоренца.
- Собор святого Эгидия, Грац, Австрия
- Барочный алтарь

## Источник
- Alois Kölbl, Wiltraud Resch: Wege zu Gott. Die Kirchen und die Synagoge von Graz. Styria, Graz/Wien 2004, ISBN 3-222-13105-8, S. 72-88.
- Horst Schweigert: DEHIO Graz. Schroll, Wien 1979, ISBN 3-7031-0475-9, S. 13-24.